# Fcitx
Chronologie des versions
Fcitx 5 (d)
Fcitx ([ˈfaɪtɪks], chinois : 小企鹅输入法 ; pinyin : xiǎo qǐ'é shūrùfǎ ; litt. « méthode de saisie du petit pingouin ») est un gestionnaire de méthode d'entrée pour la saisie d'écritures complexes pour environnement Unix.
Elle supporte notamment, parmi ses nombreuses méthodes et langues, les méthodes des langues chinoises telles que Intelligent Pinyin, BaiduPinyin, CloudPinyin ou GooglePinyin, du coréen telle que Hangul, du japonais telles que Anthy, ou du vietnamien, telle que Unikey. Il y a des méthodes de saisies manuscrite des caractères complexes, telles que fcitx-tablet, ou écrite et orale, telle que fcitx-shuoxie.